# Công quốc Gaeta

Gaeta vào khoảng năm 1000.

Công quốc Gaeta là một quốc gia đầu thời Trung Cổ tập trung vào thành phố duyên hải Gaeta ở miền nam nước Ý. Công quốc xuất hiện lần đầu tiên vào đầu thế kỷ 9 như một cộng đồng địa phương bắt đầu phát triển tự trị kể từ khi quyền lực của Đông La Mã bị tụt hậu ở Địa Trung Hải và bán đảo phải chịu nạn xâm nhập của người Lombard và Saracen.
Nguồn tài liệu chính về lịch sử của Gaeta trong thời kỳ công quốc là Bộ Luật Caietanus, một bộ sưu tập các hiến chương bảo tồn lịch sử Gaeta tốt hơn và chi tiết hơn so với các quốc gia ven biển lân cận: Napoli, Amalfi và Sorrento. Tuy nhiên, không giống như các hải cảng lân bang, Gaeta chưa bao giờ đóng vai trò là một trung tâm thương mại quan trọng. Năm 778, Gaeta được giới quý tộc Sicilia đặt làm tổng hành dinh chỉ đạo chiến dịch chống lại những kẻ xâm lược Saracen của Campania.

## Dòng Docibili hưng khởi

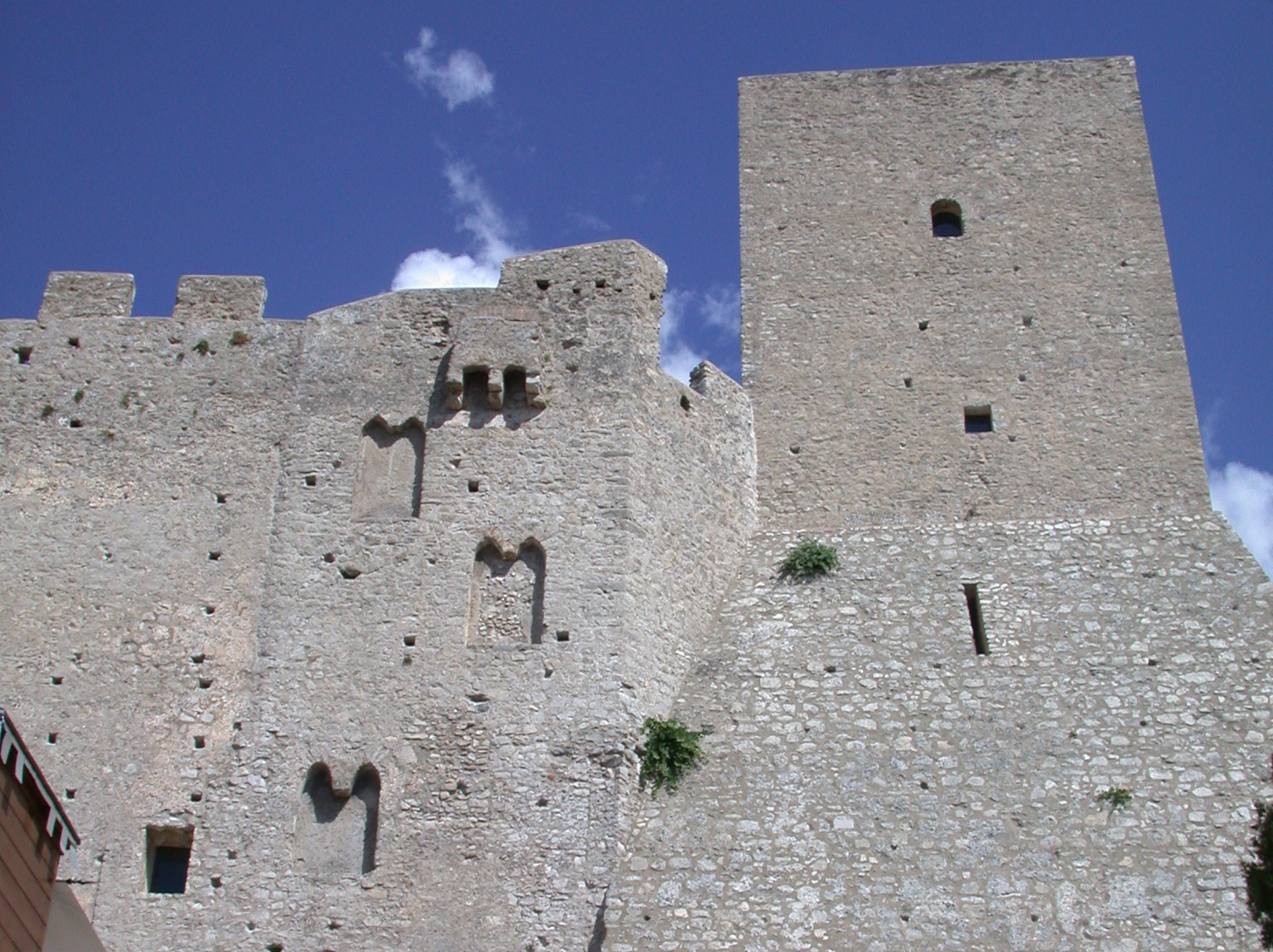
Tòa tháp vuông của Lâu đài Itri, xây dưới thời Docibili I.

Quan chấp chính đầu tiên của Gaeta là Constantinus, người cộng tác cùng con mình là Marinus, vốn là thủ hạ của Đông La Mã và là chư hầu của Andrew II xứ Napoli. Constantinus bảo vệ thành phố khỏi sự tàn phá của những tên cướp biển người Hồi giáo và củng cố nó, cùng việc xây dựng những lâu đài xa trung tâm. Về sau ông bị tâm phúc của mình là Docibilis I loại bỏ một cách đẫm máu, kế đến Docibilis còn cho thành lập một triều đại riêng và biến Gaeta thành một thực thể độc lập trên thực tế.
Triều đại Docibili thường xuyên làm việc để thúc đẩy lợi ích của Gaeta thông qua việc liên minh với bất cứ cường quốc nào có khả năng nhất vào lúc đó. Họ gia nhập lực lượng với người Saracen chống lại các nước láng giềng Kitô giáo của mình và với Giáo hoàng tiễu trừ những tên cướp biển người Hồi giáo tại trận hải chiến Ostia. Họ cho xây dựng một cung điện lớn và làm tăng uy tín và sự giàu có của thành phố lên rất nhiều. Người Gaeta vẫn còn trung thành với Đông La Mã dù chỉ là trên danh nghĩa cho đến giữa thế kỷ 10, chiến đấu dưới ngọn cờ của họ trong trận Garigliano. Sự thành công chính dưới tài điều hành của Docibilis tuy vậy đã tách Gaeta ra khỏi Ducatus Neapolitanus.
Đến thời Docibili II (mất 954) là người đầu tiên lấy danh hiệu là dux hoặc công tước (933). Docibili đã chứng kiến Gaeta vào thời kỳ đỉnh cao của nó, nhưng rồi sau đó bắt đầu quá trình suy yếu dần. Ông giao Fondi cho người con thứ hai là Marinus với chức danh tương đương công tước và thiết lập một tiền lệ cho sự phân chia của công quốc Gaeta và tiến trình thành lũy hóa của nó, khiến quyền hành của công quốc bị mài mòn theo thời gian.

## Quyền hành suy giảm
Năm 962, Gaeta tự đặt mình dưới sự cai trị của Pandulf Đầu sắt, vương công Capua của Lombard. Đến năm 963, chỉ có những nhà lãnh đạo thành phố mới được xuất hiện trong bản hiến chương. Năm 976, Hoàng đế La Mã Thần thánh Otto II và Giáo hoàng đều công nhận quyền bá chủ của Gaeta. Một cuộc cách mạng hoàn chỉnh đã xảy ra kể từ khi thừa nhận danh hiệu công tước và Hoàng đế phương Tây đã thay thế phương Đông làm chúa tể khu vực.
Gaeta giảm dần tầm quan trọng vào cuối thế kỷ 10 và đầu thế kỷ 11. Năm 1012, một cuộc khủng hoảng đã làm suy yếu công quốc này liên tiếp. John IV qua đời, để lại một người con trai với vợ là Sichelgaita, em gái của Sergius IV xứ Napoli. Đứa con này chính là John V trị vì dưới sự tranh chấp quyền nhiếp chính của bà ngoại Emilia. Chú ông là Leo I đoạt lấy ngôi vị công quốc chỉ bị loại bỏ trong một vài tháng ngắn ngủi và người chú khác là Leo II lại ra sức tranh giành quyền nhiếp chính với Emilia. Mãi đến năm 1025 thì tình hình mới được giải quyết ổn thỏa. Sau đó, John V đã che chở khi Sergius xứ Napoli lẩn tránh ở đây và còn chi viện cho ông này chiếm lại thành phố của mình với sự hỗ trợ của người Norman. Cũng vì vậy mà John V đã chuốc lấy sự thù hằn của Pandulf IV xứ Capua dẫn đến công quốc Gaeta bị chinh phục vào năm 1032. Triều đại địa phương có gốc gác từ Docibilis sẽ không bao giờ khôi phục lại được công quốc như xưa nữa.

## Người Lombard thống trị
Gaeta bị quân Lombard xâm chiếm vào năm 1032. Năm 1038, kẻ chinh phục Pandulf xứ Capua lại bị Guaimar IV xứ Salerno lật đổ và thay thế. Guaimar không đích thân cầm quyền trong một thời gian dài trước khi bổ nhiệm viên chỉ huy trưởng toán lính đánh thuê người Norman của ông là Ranulf Drengot làm công tước. Tuy nhiên sau khi Ranulf qua đời, dân chúng Gaeta liền bầu chọn ứng cử viên người Lombard của riêng họ là Atenulf, Bá tước Aquino.
Dưới thời trị vì của hai cha con Atenulf và Atenulf II, Gaeta vẫn giữ được nền độc lập trên thực tế, nhưng Richard I xứ Capua và con trai ông là Jordan đã chinh phục nó vào năm 1058 và sau đó một lần nữa vào năm 1062. Đến năm 1064, một người Norman là William xứ Montreuil nhân cơ hội tầng lớp thống trị Lombad đã bị đánh đuổi ra khỏi bờ cõi liền thâu tóm quyền hành trong tay và kết hôn với người vợ góa của Atenulf I là Maria, con gái của Pandulf. Vị trí của phụ nữ trong tầng lớp thống trị Gaeta vẫn còn quan trọng.

## Người Norman thống trị
Những chúa tể Norman của Gaeta đã bổ nhiệm một loạt công tước xuất thân từ các gia tộc danh giá ở địa phương khác mà hầu hết là người Norman, cho đến năm 1140, khi vị công tước Gaeta cuối cùng qua đời, để lại thành phố cho Vua Sicilia là Roger II mà ông đã tự mình cam kết vào năm 1135. Vị công tước Norman đầu tiên sau nhiệm kỳ ngắn ngủi của Ranulf Drengot dưới thời Guaimar là William xứ Montreuil được bổ nhiệm vào năm 1064. Ông đã cố gắng để hợp pháp hóa sự cai trị của mình bằng cách kết hôn với người góa phụ của người tiền nhiệm của ông, nhưng sau khi ông bị chúa tể Norman là Vương công Richard I xứ Capua tống cổ đi rồi thì điều này chẳng còn cần thiết đối với bất kỳ vị công tước kế cận nào tìm cách hợp pháp hóa chính họ: người Norman đã thiết lập quyền lực của riêng mình. 
Từ năm 1067 hoặc 1068 đến 1091, Gaeta được dòng tộc Ridello của Norman cai trị. Quyền lực của họ đã được thiết lập tại Gaeta và Geoffrey Ridello cai trị từ Pontecorvo, nhưng dân Gaeta vẫn chưa chịu dứt bỏ hoàn toàn nền độc lập trong quá khứ của họ. Nhân cái chết của Jordan I xứ Capua, Gaeta liền nổi loạn chống lại ách thống trị của người Norman và tự lập một công tước của riêng mình gọi là Landulf. Ông trị vì thành công cho đến năm 1103 cũng do Vương công Capua của Norman là Richard II bị đày khỏi thủ đô. Năm 1103, William Blosseville mang quân đánh chiếm thành phố và lần lượt bị Richard xứ Aquila chinh phục vào năm 1105. Richard và những người kế nhiệm ông vẫn là một vị công tước độc lập theo kiểu de facto. Cái chết của Jordan I dẫn đến sự suy giảm quyền lực từ triều đại của người Norman xứ Capua và điều này đã có ảnh hưởng lớn đến Gaeta. Sau cái chết của Richard vào năm 1111, Gaeta nằm dưới sự cai trị của Andrew Dell'Aquila đến năm 1113 thì lại đổi chủ sang Richard xứ Caleno. Cuối cùng, vào năm 1135, Richard xứ Caleno đã buộc phải quy phục Vua Roger, nhà vua còn buộc vị vương công Capua cuối cùng là Robert II phải thần phục vương quốc của ông cùng năm đấy.

## Nền kinh tế của công quốc

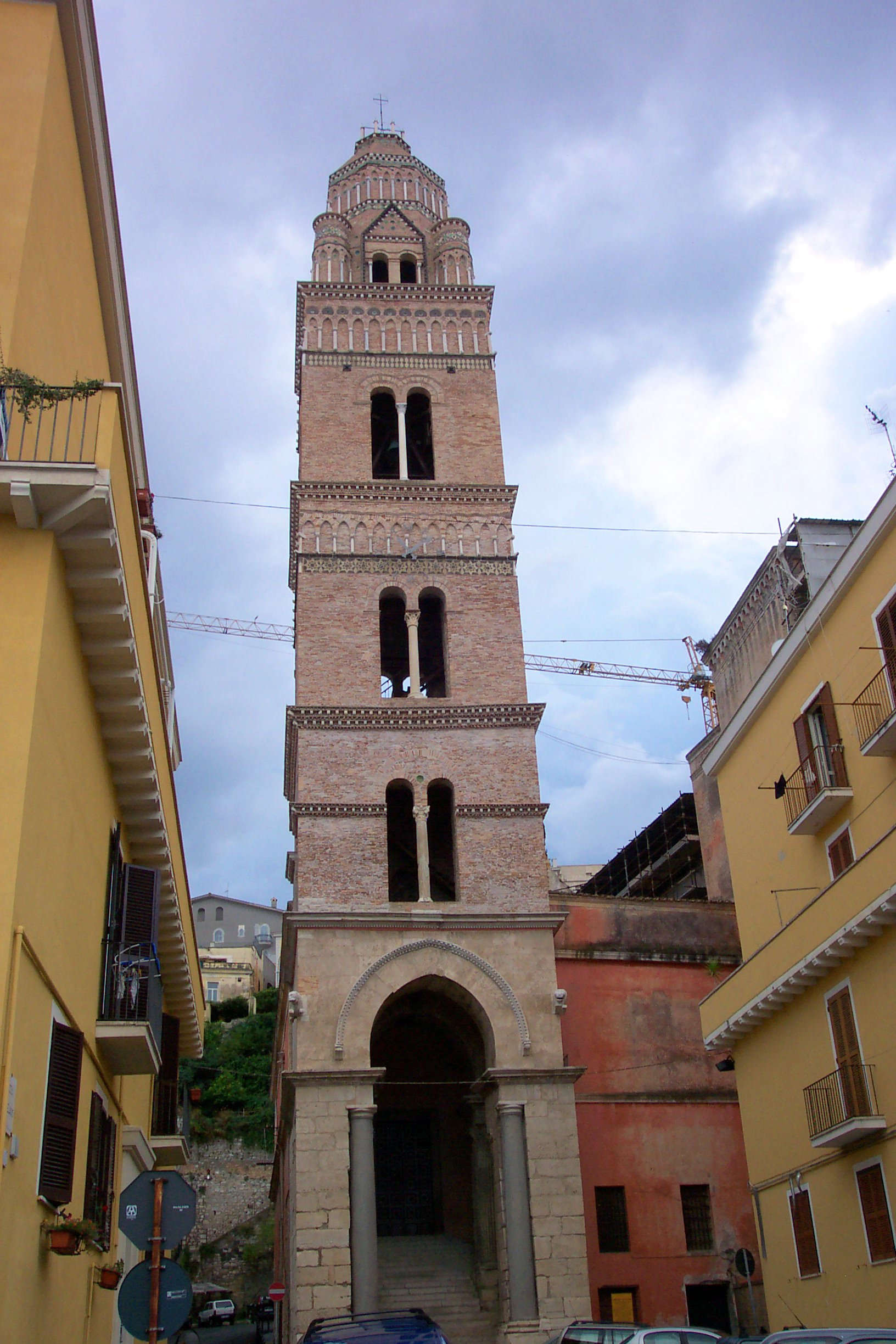
Tháp chuông cổ Thánh Erasmo.

Thành phố Gaeta luôn luôn là trung tâm kinh tế, chính trị, và giáo hội của công quốc. Chắc hẳn nhà Docibili có gốc gác từ thương nhân Amalfi có thể giải thích mối lợi mà họ đã tích lũy được chuyển sang cũng như sự giàu có về đất đai. Foum của Gaeta (chợ) nằm gần dinh công tước. Các kho hàng (medialocae), một số thậm chí thuộc sở hữu của người nước ngoài, như Pisa cũng được coi là chuyện thường. Vào thế kỷ 10 người dân Gaeta, Amalfi và Salerno đã nảy ra sáng kiến cum magno negotio ("làm ăn lớn") ở Pavia. Họ còn có cả một thuộc địa tại kinh thành trù phú Constantinopolis. Liutprand xứ Cremona thậm chí còn ghi lại rằng những kẻ phế truất của Romanus II đã yêu cầu sự ủng hộ của "dân Caieta" và Amalfi. Trong khi đó được biết rằng Amalfi đã nhập khẩu lụa Byzantine, một lời ám chỉ duy nhất đến loại "lụa Gaeta" trong một chúc thư năm 1028 cho thấy rằng có thể Gaeta đã tham gia vào quá trình sản xuất đó. Đến năm 1129 cộng đồng Do Thái tại Gaeta đã tham gia sâu vào các ngành công nghiệp vải nhuộm, khai thác muối, và sản xuất dầu ô liu.
Việc thay thế nhà Docibili vào giữa thế kỷ 11 đã gây ra một sự thay đổi quyền lực của thị quốc vốn có mối quan hệ mật thiết với nền thương mại. Giới quý tộc hình thành mà sự giàu sang dựa trên đất đai đã bị thay thế bởi các gia tộc thuộc tầng lớp thương nhân mới nổi mà sự giàu có mới mẻ này là nhờ buôn bán. Những gia tộc mới đã thiết lập quan hệ với Ptolemy I xứ Tusculum vào năm 1105. Crescentii, kình địch truyền kiếp với Tusculani ở Roma đã ngang nhiên chiếm lấy Terracina, trước đây là lãnh thổ Gaeta và đã thiết lập mối quan hệ quân sự với nhà Docibili vẫn còn cầm quyền tại Fondi vào cuối thế kỷ 11. Cả hai gia tộc La Mã này đã sớm tranh giành ảnh hưởng trong các phe cánh thương gia của Gaeta; Crescentii có vẻ chiếm thế thượng phong.
Vào thế kỷ 12 việc giao thương của Gaeta được mở rộng dần, trong khi các công tước Norman lại ít quan tâm đến thành phố này. Năm 1128 Gaeta được ghi nhận là ít sinh lợi hơn, chỉ tốn mười hai denarii cho việc cập cảng một con tàu ở Genova hơn bất kỳ thành phố nào khác (Amalfi, Naples, Rome, hoặc Salerno), có lẽ cho thấy mối quan hệ lâu dài với Genova. Mối quan hệ Gaeta-Genova trở nên xấu dần vào năm 1140 mà theo lời Caffaro di Rustico: 

... adhuc in eodem consulatu galee II Gaitanorum ad depredandum Ianuenses Provintiam venerant. Ilico galee II Ianuensium armate fuerunt, et eas sequentes apud Arzentarium invenerunt, et unam preliando ceperunt, et cum hominibus ac cum tota preda quam fecerant Ianuam adduxerunt.

Suốt trong thời kỳ chấp chính quan, Gaeta xem chừng đã tham gia làm cướp biển rất nhiều lần, nếu có chút thành công lâu dài. Quan chấp chính thường được ghi lại về hành động nhằm khôi phục lại việc buôn bán cho người nước ngoài. Đây còn là sự dính líu đến một cuộc chiến tranh với thành phố Salerno và sự cạnh tranh thương mại rõ ràng, dẫn đến nạn hải tặc với Atrani.

## Thời kỳ chấp chính quan
Năm 1094 một sự thay đổi lớn trong chính quyền Gaeta lần đầu tiên được ghi nhận. Trong năm đó boni homines ("người tốt") đầu tiên tham gia vào tiến trình chính trị. Vào năm 1123 bốn trong số quan chấp chính lần đầu tiên được ghi nhận, mặc dù công tước đã luôn luôn mang chức danh chấp chính quan như một kính ngữ của triều đình. Điều này khiến cho Gaeta trở thành một trong những "thành phố sớm phát triển hơn" theo các tiêu chí của Daniel Waley. Việc sử dụng chấp chính quan có thể là kết quả của ảnh hưởng Genova hoặc Pisa, dù các quan chấp chính từ Roma theo như sử sách ghi chép đã tham gia vào các vấn đề sự vụ của Gaeta vào năm 1127. Sự ghi chép về chính quyền chấp chính ở Gaeta chỉ kéo dài cho đến năm 1135. Hai phe phái nói chung có thể được xác định: những gia tộc liên kết với Crescentii và những kẻ thân cận với Tusculani. Phe trước chi phối chức chấp chính.
Năm 1123 Công tước Richard II khẳng định đúc tiền đồng và hứa với quan chấp chính là không thay đổi nó. Năm 1127 tòa nhà là nơi ở của curia mà ông nhượng lại cho họ. Sự quy phục vào năm 1135 và cái chết của vị công tước cuối cùng tương ứng của Gaeta vào năm 1140, với vị chấp chính quan cuối cùng được ghi nhận và đã thất bại khi tấn công vào Genova. Nó có thể làm gia tăng sự giám sát của người Norman về các vấn đề sự vụ ở Gaeta phải chịu trách nhiệm cho sự lu mờ cả chấp chính quan và những tên cướp biển.